# Ib Schønberg

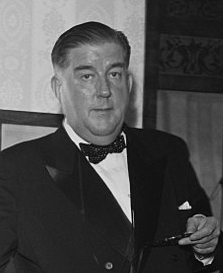
Ib Schønberg (1954)

Ib Christian Albert Schønberg (* 23. Oktober 1902 in Kopenhagen; † 24. September 1955 ebenda) war ein dänischer Schauspieler.

## Karriere
Ib Schønberg war der Sohn des Chemikers Frederik Johannes Schønberg (1852–1915) und seiner Frau Christiane Schønberg (1860–1953). Er wuchs in Kopenhagen auf. Nach dem Schulabschluss im Jahr 1918 entschied sich Schønberg ebenfalls zunächst für eine Ausbildung als Chemikant. Er absolvierte dann aber von 1920 bis 1923 an der Staatlichen Theaterschule in Kopenhagen seine Schauspielausbildung. 
Sein Bühnendebüt als Darsteller hatte er im Jahr 1921 am Sønderborg-Theater. Daraufhin gastierte er auch am Folketeatret, am Frederiksberg-Theater, am Nørrebro-Theater, am Königlichen Theater Kopenhagen, am Odense Teater, am Aarhus Teater und am Det Ny-Theater, wo er von 1932 bis 1937 festes Ensemblemitglied war. Er wirkte in zahlreichen Theaterstücken, Kabarett-Programmen und Varieté-Shows auf der Bühne mit.
Ab 1922 stand Schønberg als Schauspieler über drei Jahrzehnte lang in mehr als 120 Film-und-Fernsehproduktionen vor der Kamera, was ihn zum damals produktivsten, dänischen Schauspieler machte. Sein erster Auftritt vor der Kamera fand noch in einem Stummfilm statt, darunter auch in einigen Pat-&-Patachon-Filmen. Anfangs war er noch in Nebenrollen besetzt, doch schnell entwickelte er sich zum Publikumsliebling. Er wirkte in den 1930er-Jahren zumeist in Komödien mit, darunter auch in schwedischen Filmen. Schønberg galt zeitweise als der beliebteste Schauspieler in ganz Dänemark. Er wurde in den Jahren 1948 und 1951 jeweils als Bester Hauptdarsteller mit dem Bodil ausgezeichnet. Ab 1953 übernahm Schønberg die Hauptrolle in den ersten drei Filmen, 1953 beginnend mit Vater und seine Vier, der insgesamt achtteiligen Filmreihe Vater hoch vier, welche nach seinem Tod mit Karl Stegger neu besetzt wurde.

## Privatleben
Ib Schønberg war ab dem 17. März 1924 mit der Theaterschauspielerin Lisbeth Hammer (1901–1983) verheiratet, die er 1922 am Theater kennengelernt hatte. Aus der Ehe ging der Sohn Bent Schønberg (1924–1999) hervor, welcher später auch als Schauspieler tätig war.
Am 24. September 1955 starb Ib Schønberg im Alter von 52 Jahren in einem Krankenhaus im Kopenhagener Stadtteil Skodsborg an den Folgen einer Lungenentzündung. Aufgrund seiner Erkrankung war er bereits vier Monate lang nicht mehr als Schauspieler tätig. Seine Grabstätte befindet sich auf dem Bispebjerg-Friedhof in Kopenhagen.

## Filmografie (Auswahl)
- 1924: Pat & Patachon (Filmreihe)
- 1932: Odds 777
- 1933: De blaa drenge
- 1933: Københavner
- 1934: Ud i den kolde sne
- 1934: Kobenhavn, Kalundborg og?
- 1934: Barken Margrethe af Danmark
- 1935: Kidnapped
- 1935: Week-end
- 1936: Snushanerne
- 1936: Panserbasse
- 1937: Inkognito
- 1937: Flaadens pa Matrosen
- 1940: Familien Olsen
- 1941: Afsporet
- 1942: Søren Søndervold
- 1942: Frechheit siegt (Frk. Vildkat)
- 1943: En pige uden lige
- 1944: Mordets melodi
- 1944: Teatertosset
- 1944: Biskoppen
- 1944: Elly Petersen
- 1945: Affaeren Birte
- 1945: Panik i Familien
- 1947: Familien Swedenhielm
- 1947: Lise kommer til Byen
- 1948: Kalle og Palle
- 1948: Ta' hvad du vil ha
- 1949: Vi vil ha' et barn
- 1950: Die roten Pferde (De røde heste)
- 1950: Mosekongen
- 1951: Mutti darf nicht heiraten (Hold fingrene fra mor)
- 1951: Café Paradies
- 1952: Sønnen
- 1952: Rekrut 67 Petersen
- 1953: Min Søn Peter
- 1953–1955: Vater hoch vier (Filmreihe)
- 1953: Vi som går køkkenvejen
- 1954: En sømand går i land
- 1955: Die Verblendeten (Blændværk)
- 1955: Bruden fra Dragstrup
- 1955: Gengæld